# Boksen op de Olympische Zomerspelen 2012
Boksen is een van de sporten die werden beoefend tijdens de Olympische Zomerspelen 2012 in Londen. De wedstrijden werden van 28 juli tot en met 12 augustus in ExCel London gehouden.
Voor het eerst deden de vrouwen mee aan de Spelen. Ze streden in drie klassen om de medailles. Bij de mannen waren er tien klassen, één minder in vergelijking met de vorige Spelen, de vedergewichtklasse is van het programma afgevoerd.

## Kwalificatie
Deelnemers moesten tussen 1 januari 1978 en 31 december 1995 geboren zijn. Bij de mannen mochten maximaal 250 boksers meedoen, bij de vrouwen 36.
Bij de mannen waren er vijf plaatsen gereserveerd voor het gastland. Acht plaatsen konden worden ingevuld door de olympische tripartitecommissie. Bij de vrouwen kon het gastland rekenen op één plaats en werden maximaal elf plaatsen ingevuld door de tripartitecommissie. Per klasse mocht per land maximaal één bokser meedoen. Voor de overige plaatsen werden kwalificatietoernooien gehouden.
Mannen
- Bij de mannen plaatsen de vijf winnaars van de World Series of Boxing (WSB) zich. Omdat de gewichtsklassen van de WSB niet overeenkomen met die tijdens de Olympische Spelen, zullen zij moeten aangeven in welke klasse ze in Londen willen uitkomen.
- 92 boksers plaatsen zich via de wereldkampioenschappen 2011. Van de zes lichtste klassen plaatste de beste bokser van de beste tien landen zich en van de twee zwaarste klassen de beste bokser van de beste zes landen. Daarbij gold een maximaal aantal plaatsen per continent; maximaal 78 boksers uit Europa, 56 uit Azië, 54 uit Amerika, 52 uit Afrika en 10 uit Oceanië.
- 140 plaatsen, de resterende plaatsen per continent, werden ingevuld tijdens het continentale olympische kwalificatietoernooi. Deze toernooien werden in maart/april 2012 gehouden.

Vrouwen
- Bij de vrouwen kon alleen kwalificatie worden afgedwongen tijdens de wereldkampioenschappen 2012. Per categorie plaatste de beste bokser van de beste acht landen zich. Daarbij gold een maximaal aantal plaatsen per continent; 12 uit Europa, 8 uit Azië, 8 uit Amerika, 5 uit Afrika en 3 uit Oceanië.

## Mogelijke omkoping Azerbeidzjan
Op 22 september 2011 kwam het Azerbeidzjaans Olympisch Comité in het nieuws, doordat in het programma BBC Newsnight bekend werd gemaakt, dat er aan de World Series Boxing 7,5 miljoen euro heeft betaald, om twee gouden medailles te winnen bij de Olympische Spelen in Londen bij het onderdeel boksen. Klokkenluiders zouden Ivan Khodabakhsh horen zeggen, dat er een deal is met het Aziatische land. Voor de International Amateur Boxing Association, die de olympische bokswedstrijden organiseert, zou deze investering een welkome aanvulling zijn op de financiële reserves, doordat de bond sinds 2009 in financiële nood zou zitten.
Khodabakhsh zou eerder verklaard hebben, dat het geld afkomstig zou zijn van investeerders uit Zwitserland. Uit onderschepte e-mails zouden blijken, dat het geld afkomstig is van de overheid van Azerbeidzjan. Advocaten zouden hebben verklaard, dat het geld inderdaad afkomstig is van de overheid, maar dat er geen sprake is van omkoping. Er wordt wel een onderzoek gestart naar de mogelijke omkoping.

## Medailles
Uitslagen per gewichtsklasse: 

### Mannen
| Onderdeel                  | Goud | Goud              | Zilver | Zilver                | Brons   | Brons                                        |
| -------------------------- | ---- | ----------------- | ------ | --------------------- | ------- | -------------------------------------------- |
| Lichtvlieggewicht [-49 kg] | CHN  | Zou Shiming       | THA    | Kaeo Pongprayoon      | RUS IRL | David Ajrapetjan Paddy Barnes                |
| Vlieggewicht [-52 kg]      | CUB  | Robeisy Ramírez   | MGL    | Tögstsogt Nyambayaryn | RUS IRL | Misha Alojan Michael Conlan                  |
| Bantamgewicht [-56 kg]     | GBR  | Luke Campbell     | IRL    | John Joe Nevin        | CUB JPN | Lázaro Álvarez Satoshi Shimizu               |
| Lichtgewicht [-60 kg]      | UKR  | Vasil Lomasjenko  | KOR    | Han Soon-chul         | LTU CUB | Evaldas Petrauskas Yasniel Toledo            |
| Halfweltergewicht [-64 kg] | CUB  | Roniel Iglesias   | UKR    | Denis Berinsjik       | ITA MGL | Vincenzo Mangiacapre Munkh-Erdene Uranchimeg |
| Weltergewicht [-69 kg]     | KAZ  | Serik Sapijev     | GBR    | Fred Evans            | UKR RUS | Taras Sjelestjoek Andrei Zamkovoy            |
| Middengewicht [-75 kg]     | JPN  | Ryōta Murata      | BRA    | Esquiva Falcão        | UZB GBR | Abbos Atoev Anthony Ogogo                    |
| Halfzwaargewicht [-81 kg]  | RUS  | Jegor Mechontsjev | KAZ    | Adilbek Nijazymbetov  | BRA UKR | Yamaguchi Falcão Oleksandr Gvozdyk           |
| Zwaargewicht [-91 kg]      | UKR  | Oleksandr Oesyk   | ITA    | Clemente Russo        | AZE BUL | Tejmoer Mammadov Tervel Poelev               |
| Superzwaargewicht [+91 kg] | GBR  | Anthony Joshua    | ITA    | Roberto Cammarelle    | KAZ AZE | Ivan Ditsjko Magomedrasul Majidov            |

### Vrouwen
| Onderdeel                   | Goud | Goud             | Zilver | Zilver            | Brons   | Brons                           |
| --------------------------- | ---- | ---------------- | ------ | ----------------- | ------- | ------------------------------- |
| Vlieggewicht [48–51 kg]     | GBR  | Nicola Adams     | CHN    | Ren Cancan        | USA IND | Marlen Esparza Mary Kom         |
| Lichtgewicht [57–60 kg]     | IRL  | Katie Taylor     | RUS    | Sofia Otsjigava   | BRA TJK | Adriana Araujo Mavzuna Chorieva |
| Halfzwaargewicht [69–75 kg] | USA  | Claressa Shields | RUS    | Nadezda Torlopova | CHN KAZ | Li Jinzi Marina Volnova         |

### Medaillespiegel
| Plaats | Land             | NOC    | Goud | Zilver | Brons | Totaal |
| ------ | ---------------- | ------ | ---- | ------ | ----- | ------ |
| 1      | Groot-Brittannië | GBR    | 3    | 1      | 1     | 5      |
| 2      | Oekraïne         | UKR    | 2    | 1      | 2     | 5      |
| 3      | Cuba             | CUB    | 2    | 0      | 2     | 4      |
| 4      | Rusland          | RUS    | 1    | 2      | 3     | 6      |
| 5      | Ierland          | IRL    | 1    | 1      | 2     | 4      |
| 5      | Kazachstan       | KAZ    | 1    | 1      | 2     | 2      |
| 7      | China            | CHN    | 1    | 1      | 1     | 3      |
| 8      | Japan            | JPN    | 1    | 0      | 1     | 2      |
| 8      | Verenigde Staten | USA    | 1    | 0      | 1     | 2      |
| 10     | Italië           | ITA    | 0    | 2      | 1     | 3      |
| 11     | Brazilië         | BRA    | 0    | 1      | 2     | 3      |
| 12     | Mongolië         | MGL    | 0    | 1      | 1     | 1      |
| 13     | Thailand         | THA    | 0    | 1      | 0     | 1      |
| 13     | Zuid-Korea       | KOR    | 0    | 1      | 0     | 1      |
| 15     | Azerbeidzjan     | AZE    | 0    | 0      | 2     | 2      |
| 16     | Bulgarije        | BUL    | 0    | 0      | 1     | 1      |
| 16     | India            | IND    | 0    | 0      | 1     | 1      |
| 16     | Litouwen         | LTU    | 0    | 0      | 1     | 1      |
| 16     | Tadzjikistan     | TJK    | 0    | 0      | 1     | 1      |
| 16     | Oezbekistan      | UZB    | 0    | 0      | 1     | 1      |
| Totaal | Totaal           | Totaal | 13   | 13     | 26    | 52     |